# Helle Stieldickkopffliege
Die Helle Stieldickkopffliege (Physocephala vittata) ist eine Art aus der Familie der Blasenkopffliegen (Conopidae).

## Merkmale
Die Fliegen erreichen Körperlängen zwischen 9 und 16 Millimetern. Ihr Gesicht ist gelb, ohne schwarze Streifen und ohne einen schwarzen Bereich oberhalb des Fühleransatzes. Der hintere Bereich der Frons ist bräunlich gefärbt. Die schwarzen Fühler sind nahe ihrer Spitzen rötlich gefärbt. Der Saugrüssel (Proboscis) ist vollständig schwarz gefärbt. Der schwarze Thorax besitzt gelb-rote Schulterbeulen. Der Petiolus (Hinterleibsstiel) weist ein breites rotes Band auf. Die sich anschließenden Tergite besitzen einen basalen schwarzen Teil sowie einen goldgelben apikalen Teil. Die Femora sind rotgelb gefärbt. Die Tibien sind überwiegend gelb gefärbt. Die Flügel sind im vorderen Bereich dunkel gefärbt. Die dunkle Färbung reicht nicht bis zu den Flügelspitzen. Die vordere Randzelle ist weißlich. 

## Ähnliche Arten
- Physocephala chrysorrhoea

## Verbreitung
Physocephala vittata kommt in der westlichen Paläarktis sowie in der nordöstlichen Afrotropis vor. In Mittel- und in Südeuropa ist die Art weit verbreitet. Sie fehlt auf den Britischen Inseln.

## Lebensweise
Die Flugzeit dauert von Juni bis September. Man beobachtet die Fliegen meist an Waldrändern und Wegrainen. Die Fliegen besuchen die Blüten verschiedener Disteln und Doldenblütler wie Berg-Haarstrang.
Die Larven von Physocephala vittata sind solitäre koinobionte Endoparasitoide verschiedener Hummeln.